# Археологічні пам'ятки Львова
Археологічні пам'ятки міста Львів.
| № п/п | Тип пам'ятки і її короткий опис      | Місцезнаходження та точна адреса пам'ятки                                           | Епоха (дата)               | Автор дослідження і рік відкриття |
| ----- | ------------------------------------ | ----------------------------------------------------------------------------------- | -------------------------- | --------------------------------- |
|       |                                      |                                                                                     |                            |                                   |
|       |                                      |                                                                                     |                            |                                   |
| 1     | Городище давньоруського міста Львова | Замкова гора, на території парку «Високий замок»                                    | XIII-XIV ст. ст.           | О. Ратич                          |
|       |                                      |                                                                                     |                            | 1955, 1956                        |
| 2     | Курган                               | парк імені Івана Франка, північно-західна частина парку                             | Час невизначений           | О. Овчинников                     |
|       |                                      |                                                                                     |                            | 1993                              |
| 3     | Багатошарове поселення               | Старознесенська вулиця (біля цвинтаря)                                              | IX-V ст. ст.               | М. Бандрівський                   |
|       |                                      |                                                                                     |                            | 1989                              |
| 4     | Двошарове поселення                  | Старознесенська вулиця (біля монастиря святого Йосафата)                            | XIII-XIV ст. ст.           | -//-                              |
| 5     | Городище — капище                    | Старознесенська вулиця (гора Гора)                                                  | X-XIII ст. ст.             | М. Бандрівський                   |
|       |                                      |                                                                                     |                            | 1990-1992                         |
| 6     | Поселення                            | Старознесенська вулиця, західне підніжжя гори Рота                                  |                            | О. Корчинський                    |
|       |                                      |                                                                                     | -//-                       | 1985                              |
| 7     | Городище                             | Кайзервальд (Шевченківський гай)                                                    | X-XI ст. ст.               | М. Бандрівський,                  |
|       |                                      |                                                                                     |                            | О. Овчинніков                     |
|       |                                      |                                                                                     |                            | 1992                              |
| 8     | Поселення                            | Кайзервальд (Шевченківський гай), між давньоруським городищем і асфальтовою дорогою | IV-II ст. ст.              | М. Бандрівський                   |
|       |                                      |                                                                                     |                            | 1987                              |
| 9     | Поселення                            | Кривчицька вулиця, біля церкви святого Іллі                                         | IX-V ст. ст.               | М. Бандрівський                   |
|       |                                      |                                                                                     |                            | 1992                              |
| 10    | Поселення культури лійчастого посуду | місто Винники, Личаківський район міста Львова, урочище Жупан                       | Середина III тис. до Р. Х. | М. Ю. Смішко                      |
|       |                                      |                                                                                     |                            | 1934                              |
| 11    | Поселення культури лійчастого посуду | м. Винники, Личаківський район м. Львова, ур. Лисівка                               | III тис. до н. е.          | І. К. Свєшніков,                  |
|       |                                      |                                                                                     |                            | М. А. Пелещишин                   |
|       |                                      |                                                                                     |                            | 1959                              |